# Heinz Gemein
Heinz Gemein (* 26. Februar 1906 in Mayen; † 29. Dezember 1958) war ein deutscher Politiker (GB/BHE).

## Leben und Beruf
Nach dem Volksschulabschluss und dem Besuch des Gymnasiums absolvierte Gemein eine Lehre im Handwerk, die er mit der Gesellenprüfung abschloss. Er arbeitete zunächst im elterlichen Geschäft, absolvierte dann eine kaufmännische Ausbildung und war anschließend als selbständiger Kaufmann tätig. Von 1936 bis 1941 war er als Angestellter im Öffentlichen Dienst und in der Privatwirtschaft beschäftigt. Von 1941 bis 1943 nahm er als Soldat am Zweiten Weltkrieg teil. 1944/45 war er erneut in der freien Wirtschaft in Berlin tätig.
Gemein floh im April 1945 aus Berlin, siedelte zunächst nach Hessen über und ließ sich später im Rheinland nieder. Hier war er als Bezirks- und Generalvertreter bei verschiedenen Unternehmen tätig. Seit 1952 fungierte er als Organisationsleiter im Pressewesen in Düsseldorf.
Partei

Gemein trat zum 1. April 1930 der NSDAP bei (Mitgliedsnummer 232.146). Er trat Anfang der 1950er-Jahre in den GB/BHE ein und wurde später in den Landesvorstand des GB/BHE Nordrhein-Westfalen gewählt.
Abgeordneter

Gemein gehörte dem Deutschen Bundestag von 1953 bis 1957 an. Er war über die Landesliste Nordrhein-Westfalen ins Parlament eingezogen.